# Automeris caeca
Automeris caeca är en fjärilsart som beskrevs av Igel. 1928. Automeris caeca ingår i släktet Automeris och familjen påfågelsspinnare. Inga underarter finns listade i Catalogue of Life.